# گالاستوفنون
گالاستوفنون (به انگلیسی: Gallacetophenone) با فرمول شیمیایی C8H8O4 یک ترکیب شیمیایی با شناسه پاب‌کم 10706 است. که جرم مولی آن ۱۶۸٫۱۵ گرم بر مول می‌باشد. 